# Neoporpacella
Neoporpacella is een geslacht van halfvleugeligen uit de familie schuimcicaden (Cercopidae). De wetenschappelijke naam van dit geslacht is voor het eerst geldig gepubliceerd in 1961 door Lallemand & Synave.

## Soorten
Het geslacht Neoporpacella omvat de volgende soorten:
- Neoporpacella apicalis (Jacobi, 1921)
- Neoporpacella conspurcata (Schmidt, 1910)
- Neoporpacella incanescens (Butler, 1874)